# Guadalimar
Le Guadalimar est une rivière qui coule dans le sud de l'Espagne, dans la région d'Andalousie. C'est l'un des affluents du Guadalquivir. Il naît au pied du Pico de la Sarga, dans les montagnes de la Sierra de Alcaraz, qui se trouve dans la province d'Albacete. 
Le Guadalimar naît de la confluence entre plusieurs ruisseaux coulant dans les environs de Villaverde de Guadalimar. Il se jette dans le fleuve Guadalquivir dans la province de Jaén.

## Cours
Il reçoit par sa rive droite les rivières Onsares, Guadalmena et Guadalén et, par sa rive gauche, les rivières Cotillas, Arroyo Frío, Carrizas, Morles, Trujala et le ruisseau de Peñolite. 
Son cours traversa la Sierra de Segura, qui fait partie du parc naturel des sierras de Cazorla, Segura et las Villas.
Sur le cours du Guadalimar se trouvent les bassins de retenue de Siles (d'une capacité de 30,5 hm³) et de Giribaile (475 hm³).

## Ponts sur le Guadalimar
Le Pont Mocho, un pont roman antique conservé jusqu'à nos jours, franchit le Guadalimar dans la province de Jaén.
Non loin du bassin de Giribaile, sous les eaux du Guadalimar, se trouve le Pont Ariza, un pont du XVIe siècle.

## Histoire
À l'époque romaine, le Guadalimar s'appelait Tago, Tagus ou Tugio, tout comme la montagne où il naît était appelée la Sierra de Tugia. Son nom arabe, Wad al-ihmar, signifie "rivière colorée", en raison de la couleur vermeille de ses eaux.